# Circuito Sudamericano de Seven 2013-14
El Circuito Sudamericano de Seven del 2013-14 fue la primera serie de torneos de selecciones de rugby 7 organizada por la Confederación Sudamericana de Rugby (CONSUR).
La idea fue fijar las etapas en algunos sevens tradicionales del verano sudamericano pero compitiendo por separado al de clubes. En un principio se manejó como posibilidad jugar en Porto Alegre, Punta del Este, Mendoza y Viña del Mar, aunque solo este último se mantuvo para el circuito y al que se le sumó el de Corrientes y el de Mar del Plata.

## Itinerario
| Itinerario de la temporada 2013-14 | Itinerario de la temporada 2013-14 | Itinerario de la temporada 2013-14              | Itinerario de la temporada 2013-14 | Itinerario de la temporada 2013-14 |
| Seven                              | Año                                | Sede                                            | Fecha                              | Ganador                            |
| ---------------------------------- | ---------------------------------- | ----------------------------------------------- | ---------------------------------- | ---------------------------------- |
| Súper Seven de Corrientes          | 2013                               | Taraguy Rugby Club, Corrientes                  | 30 de nov. y 1º de dic. de 2013    | Argentina Desarrollo               |
| Seven de Mar del Plata             | 2014                               | Estadio de atletismo Justo Román, Mar del Plata | 11 y 12 de enero de 2014           | Pampas 7                           |
| Seven de Viña del Mar              | 2014                               | The Mackay School, Viña del Mar                 | 17 y 18 de enero de 2014           | Chile                              |

## Posiciones
Ubicación de las selecciones en cada torneo.
| Selección | Corrientes | Mar del Plata | Viña del Mar |
| --------- | ---------- | ------------- | ------------ |
| Argentina | 1º         | 1º            | 3º           |
| Brasil    | no jugó    | no jugó       | 4º           |
| Chile     | 2º         | 3º            | 1º           |
| Paraguay  | 4º         | 6º            | 5º           |
| Perú      | 5º         | no jugó       | 6º           |
| Uruguay   | 3º         | no jugó       | 2º           |

## Etapas

### Súper Seven de Corrientes 2013
En esta primera etapa, se presentaron 5 selecciones, Argentina, Chile, Paraguay, Perú y Uruguay en régimen de todos contra todos. Luego de un triple empate en el segundo puesto entre Paraguay, Uruguay y Chile, este último por tener mejor diferencia de puntos se enfrentó a Argentina en la final y la victoria fue para los Pumas VII por 38 - 5. El torneo de selecciones se disputó por segundo año consecutivo y se le denominó Súper Seven del Mercosur que otorgaba la Copa Banco de Corrientes.
Paralelamente se disputaron otras copas, la Copa de Oro Vicente Rosselló para el tradicional seven de equipos y la Copa Movistar para el inaugural seven de selecciones provinciales.
Los partidos se disputaron en la cancha del club organizador Taraguy Rugby Club de la ciudad de Corrientes, Argentina.
|  | Uruguay | 19 - 7 | Chile |  |  |

|  | Perú | 7 - 34 | Paraguay |  |  |

|  | Perú | 0 - 43 | Chile |  |  |

|  | Paraguay | 5 - 24 | Argentina Desarrollo |  |  |

|  | Uruguay | 10 - 15 | Paraguay |  |  |

|  | Uruguay | 50 - 0 | Perú |  |  |

|  | Argentina Desarrollo | 28 - 0 | Uruguay |  |  |

|  | Argentina Desarrollo | 36 - 12 | Chile |  |  |

|  | Paraguay | 7 - 24 | Chile |  |  |

##### Final
|  | Argentina Desarrollo | 38 - 5 | Chile |  |  |

### Seven de Mar del Plata 2014
En Mar del Plata no se pudo cumplir con la idea del circuito de que las selecciones no participen junto a clubes o uniones provinciales, ya que se presentan solo 3 selecciones (Argentina, Chile y Paraguay). Con la baja de Brasil y Uruguay que optaron por no exigir esfuerzos a sus planteles una semana antes del clasificatorio para el seven de Hong Kong 2014 de Viña.
Los partidos se llevaron a cabo en el Estadio de atletismo Justo Román de Mar del Plata, Argentina.
| 11 de enero 16:20 | Chile | 10 - 0 | Paraguay |  |  |
| 1                 |       |        |          |  |  |

| 11 de enero 16:40 | Buenos Aires | 17 - 7 | Mar del Plata |  |  |
| 2                 |              |        |               |  |  |

| 11 de enero 17:00 | Salta | 34 - 5 | Sur |  |  |
| 3                 |       |        |     |  |  |

| 11 de enero 17:20 | Pampas 7 | 33 - 0 | Entre Ríos |  |  |
| 4                 |          |        |            |  |  |

| 11 de enero 19:40 | Chile | 21 - 5 | Mar del Plata |  |  |
| 5                 |       |        |               |  |  |

| 11 de enero 20:00 | Buenos Aires | 46 - 0 | Paraguay |  |  |
| 6                 |              |        |          |  |  |

| 11 de enero 20:20 | Salta | 10 - 0 | Entre Ríos |  |  |
| 7                 |       |        |            |  |  |

| 11 de enero 20:40 | Pampas 7 | 34 - 7 | Sur |  |  |
| 8                 |          |        |     |  |  |

| 12 de enero 16:00 | Chile | 5 - 7 | Buenos Aires |  |  |
| 9                 |       |       |              |  |  |

| 12 de enero 16:20 | Mar del Plata | 12 - 5 | Paraguay |  |  |
| 10                |               |        |          |  |  |

| 12 de enero 16:40 | Entre Ríos | 12 - 5 | Sur |  |  |
| 11                |            |        |     |  |  |

| 12 de enero 17:00 | Pampas 7 | 14 - 5 | Salta |  |  |
| 12                |          |        |       |  |  |

| 12 de enero 18:40 | Paraguay | 10 - 5 | Entre Ríos |  |  |
| 13                |          |        |            |  |  |

| 12 de enero 19:00 | Mar del Plata | 19 - 0 | Sur |  |  |
| 14                |               |        |     |  |  |

| 12 de enero 20:40 | Buenos Aires | 41 - 7 | Salta |  |  |
| 15                |              |        |       |  |  |

| 12 de enero 21:00 | Pampas 7 | 17 - 5 | Chile |  |  |
| 16                |          |        |       |  |  |

| 12 de enero 22:00 | Mar del Plata | 19 - 0 | Paraguay |  |  |
| 17                |               |        |          |  |  |

#### Final
| 12 de enero 22:50 | Pampas 7 | 35 - 12 | Buenos Aires |                                 |  |
|                   |          |         |              | Árbitro(s): Federico Fioravanti |  |
| 18                |          |         |              |                                 |  |

### Seven de Viña del Mar 2014
El Miller Lite Seven Viña 2014 fue organizado por el club chileno de Old Mackayans en su cancha en el balneario de Reñaca de Viña del Mar, Chile con un torneo de clubes y otro de selecciones. El de selecciones significó la tercera y última etapa del circuito de varones y fue considerada la más importante porque otorgó dos cupos (a excepción de Argentina) para el Seven de Hong Kong. Chile ganó el torneo en forma invicta, clasificó al Seven de Hong Kong 2014 y obtuvo un triunfo histórico cuando en la primera jornada venció al seleccionado argentino por 21 a 7, al día siguiente le volvió a ganar por 7 a 5. La segunda selección en clasificar a Hong Kong fue la uruguaya, que también derrotó a Argentina, selección que se presentó bajo el nombre de Pampas 7.
| 18 de enero 16:00 | Pampas 7 | 38 - 0 | Perú |  |  |
| 1                 |          |        |      |  |  |

| 18 de enero 16:20 | Uruguay | 5 - 0 | Paraguay |  |  |
| 2                 |         |       |          |  |  |

| 18 de enero 18:50 | Chile | 45 - 0 | Perú |  |  |
| 3                 |       |        |      |  |  |

| 18 de enero 19:10 | Brasil | 7 - 5 | Paraguay |  |  |
| 4                 |        |       |          |  |  |

| 18 de enero 20:50 | Uruguay | 15 - 5 | Brasil |  |  |
| 5                 |         |        |        |  |  |

| 18 de enero 21:10 | Pampas 7 | 7 - 21 | Chile |  |  |
| 6                 |          |        |       |  |  |

| 19 de enero 15:25 | Chile | 33 - 0 | Brasil |  |  |
| 7                 |       |        |        |  |  |

| 19 de enero 15:45 | Uruguay | 15 - 7 | Pampas 7 |  |  |
| 8                 |         |        |          |  |  |

| 19 de enero 17:35 | Chile | 19 - 14 | Uruguay |  |  |
| 9                 |       |         |         |  |  |

| 19 de enero 17:55 | Pampas 7 | 19 - 10 | Brasil |  |  |
| 10                |          |         |        |  |  |

| 19 de enero 19:00 | Perú | 7 - 12 | Paraguay |  |  |
| 11                |      |        |          |  |  |

| 19 de enero 20:20 | Uruguay | 14 - 7 | Brasil |  |  |
| 12                |         |        |        |  |  |

| 19 de enero 20:40 | Pampas 7 | 5 - 7 | Chile |  |  |
| 13                |          |       |       |  |  |